# P.A.R.C.E.
P.A.R.C.E. es el nombre del quinto álbum de estudio del cantautor colombiano Juanes, Fue lanzado al mercado el 7 de diciembre de 2010 a través de Universal Music Latino. El primer sencillo del álbum, "Yerbatero", fue lanzado el 9 de junio de 2010 como descarga digital. "Y no regresas" fue lanzado como segundo sencillo el 11 de octubre de 2010. 
“P.A.R.C.E.” fue disco de oro en España, platino en EE. UU., doble platino en Colombia. El álbum ya ha vendido más de 1 000 000 de copias en todo el mundo.
En 2011 Juanes participa en un concierto por la paz en Mérida (México)  y en éste interpreta las canciones del álbum.

## Información
La palabra PARCE es un acortamiento de parcero, una expresión típica de la zona de Medellín que significa ‘amigo’. En mayo de 2010 Juanes anunció que estaba trabajando con el productor Stephen Lipson en un nuevo álbum en Londres, además del lanzamiento de su primer sencillo "Yerbatero".  Juanes ha dicho que el álbum contiene mensajes de amor, paz y libertad, y una declaración muy personal en la canción "La razón", que habla de la alegría que sintió cuando se reunió con su esposa después de la separación, el nacimiento de su hijo, y lo maravilloso del hogar. El álbum se lanzó en dos ediciones: la normal, que contiene 10 canciones; y una edición de lujo, en el que se incluyen 12 canciones, además de 2 vídeos musicales y 2 detrás de las cámaras.

## Promoción
Como parte de la promoción, Juanes anunció a los fanes en su Twitter la posibilidad de que ellos enviaran fotos, de las cuales solo 3.000 serían seleccionadas para ser parte de la carátula del nuevo álbum.
En adición a esto las primeras unidades que se adquirieran de la versión ordinaria del álbum en las principales disquerías del país se entregaba una camisa con el distintivo Juanes: P.A.R.C.E.

### Sencillos
- "Yerbatero" fue lanzado como el primer sencillo del álbum el 9 de junio de 2010. La canción fue estrenada y presentada por primera vez en el concierto del Mundial de Fútbol de 2010 en el estadio Orlando en Johannesburgo. El tema llegó al puesto #1 en el Billboard Hot Latin Songs por una semana.
- "Y no regresas" fue lanzado en las radios y en forma digital el 11 de octubre de 2010. El vídeo musical fue estrenado el 21 de octubre del mismo año. La canción esta en la posición n.º 1 en las principales listas musicales de Colombia, Argentina y Ecuador.
- La canción "Regalito" había lanzando previamente como sencillo promocional del álbum en noviembre de 2010. Para el 28 de febrero de 2011, la canción se lanzó a las radios como el tercer sencillo del álbum.

### Sencillos promocionales
Antes del lanzamiento del álbum, tres sencillos promocionales fueron lanzados exclusivamente en la tienda digital iTunes de Apple en un tipo de cuenta regresiva para P.A.R.C.E.
- "Esta Noche" fue el primer sencillo promocional, lanzado el 8 de noviembre de 2010.[10]
- "La Soledad" fue el segundo sencillo promocional, lanzado el 15 de noviembre de 2010.[11]
- "Regalito" fue el tercer y último sencillo promocional, lanzado el 22 de noviembre de 2010.[12]

## Lista de canciones
| P.A.R.C.E. |                        |          |  |
| N.º        | Título                 | Duración |  |
| 1.         | «Amigos»               | 3:35     |  |
| 2.         | «Yerbatero»            | 3:31     |  |
| 3.         | «La Soledad»           | 3:14     |  |
| 4.         | «La Razón»             | 4:18     |  |
| 5.         | «Segovia»              | 3:06     |  |
| 6.         | «El Amor Lo Cura Todo» | 3:35     |  |
| 7.         | «Todos los Días»       | 3:54     |  |
| 8.         | «Y No Regresas»        | 3:07     |  |
| 9.         | «Lo Nuestro»           | 4:10     |  |
| 10.        | «Esta Noche»           | 4:35     |  |

| P.A.R.C.E. - Edición Deluxe |                        |          |  |
| N.º                         | Título                 | Duración |  |
| 1.                          | «Quimera»              | 3:44     |  |
| 2.                          | «Regalito»             | 2:51     |  |
| 3.                          | «Amigos»               | 3:35     |  |
| 4.                          | «Yerbatero»            | 3:31     |  |
| 5.                          | «La soledad»           | 3:14     |  |
| 6.                          | «La razón»             | 4:18     |  |
| 7.                          | «Segovia»              | 3:06     |  |
| 8.                          | «El amor lo cura todo» | 3:35     |  |
| 9.                          | «Todos los días»       | 3:54     |  |
| 10.                         | «Y no regresas»        | 3:07     |  |
| 11.                         | «Lo nuestro»           | 4:10     |  |
| 12.                         | «Esta noche»           | 4:35     |  |

| P.A.R.C.E. - Edición Deluxe — Extras en DVD |                                         |          |  |
| N.º                                         | Título                                  | Duración |  |
| 1.                                          | «Yerbatero» (Video musical)             | 3:26     |  |
| 2.                                          | «Yerbatero» (Detrás de las cámaras)     | 2:54     |  |
| 3.                                          | «Y no regresas» (Video musical)         | 3:06     |  |
| 4.                                          | «Y no regresas» (Detrás de las cámaras) | 3:06     |  |
| 5.                                          | «P.A.R.C.E.» (Documental)               |          |  |

| P.A.R.C.E. - Edición Deluxe — CD Extra |                                                               |          |  |
| N.º                                    | Título                                                        | Duración |  |
| 1.                                     | «La Paga» (Featuring Taboo De Black Eyed Peas)(Video musical) | 3:29     |  |
| 2.                                     | «Hoy Me Voy» (Feauting Colbie Caillat)                        |          |  |
| 3.                                     | «La Camisa Negra» (Detrás de las cámaras)                     | 2:54     |  |
| 4.                                     | «Y No Regresas» (Video musical)                               | 3:06     |  |
| 5.                                     | «Y No Regresas» (Detrás de las cámaras)                       | 3:06     |  |
| 6.                                     | «P.A.R.C.E.» (Documental)                                     |          |  |

## Listas musicales
El álbum alcanza la posición número 2 en el Billboard Latin Albums y en el Latin Pop Albums, además debuta en la posición número 165 en el Billboard 200 considerándolo un fracaso en los Estados Unidos ya que sus dos anteriores álbumes habían entrado en el top 40 de dicho país. En España P.A.R.C.E. debuta en la posición número 14. A tan sólo 24 horas de haber sido lanzado en preventa, en iTunes Store México y en el iTunes Latino logra posicionarse en número 1, mientras que en el iTunes Store España el álbum debuta en el puesto número 2.
El álbum logra alcanzar la posición número uno (#1) en Colombia con ventas de 40 000 copias y en España el álbum es certificado oro con más de 30 000 copias vendidas.

## Posiciones en las lista
| Listas (2010)                         | Mejor posición |
| ------------------------------------- | -------------- |
| México (Mexican Albums)               | 12             |
| México (Mexican International Albums) | 10             |
| España (España Albums Chart)          | 14             |
| Estados Unidos (Billboard 200)        | 165            |
| Estados Unidos (Latin Albums)         | 2              |
| Estados Unidos (Latin Pop Albums)     | 2              |